# Ski Boy
Ski Boy  è una serie televisiva britannica in 14 episodi trasmessi per la prima volta nel corso di una sola stagione dal 1973 al 1974.
È una serie per ragazzi incentrata sulle vicende di Bobby "Ski-Boy" Noêl, un addetto ad una stazione sciistica in Svizzera.

## Personaggi e interpreti
- Bobby Noêl / Ski-Boy (1973), interpretato da Stephen R. Hudis.
- Sadie), interpretato da Margot Alexis.
- Jean Noêl, interpretato da Robert Coleby.
- Jane Noêl, interpretata da Patricia Haines.
- Jacques Noêl (1973), interpretato da Frederick Jaeger.

## Produzione
La serie fu prodotta da Associated Television e girata a Saint-Luc in Svizzera.

## Distribuzione
La serie fu trasmessa nel Regno Unito dal 1º gennaio 1973 al 5 agosto 1974 sulla rete televisiva Independent Television.

## Episodi
| Stagione       | Episodi | Prima TV UK |
| -------------- | ------- | ----------- |
| Prima stagione | 14      | 1973-1974   |